# Dlouhodobý investiční produkt
Dlouhodobý investiční produkt, zkráceně DIP, je souhrnný název pro již existující produkty investičního nebo spořicího typu, které od 1. ledna 2024 daňovým poplatníkům v ČR umožňují spořit si na důchod. DIP je alternativou ke stávajícím produktům doplňkového penzijního spoření a životního pojištění. Všechny tyto možnosti jsou státem podporované formou daňového zvýhodnění.
Podobně zvýhodněné je také penzijní připojištění nebo takzvané pojištění dlouhodobé péče.

## Popis

### Zákony
Uzavírání smluv o Dlouhodobém investičním produktu se řídí zejména 
- zákonem č.256/2004 Sb., o podnikání na kapitálovém trhu[2]
- zákonem č. 586/1992 Sb., o daních z příjmů.[3]

### Parametry produktu
Délka trvání DIP musí být alespoň 120 měsíců a alespoň do věku 60 let. Po dobu trvání není možné vyvést z DIP jakýkoli majetek. Stát umožňuje odpočet od základu daně do výše až 48 tisíc Kč ročně. Tato částka je platná pro všechny státem daňově podporované produkty dohromady.
Od daně z příjmů jsou osvobozeny také příspěvky, které zaměstnanci na některý daňově podporovaný produkt spoření na stáří nebo daňově podporované pojištění dlouhodobé péče platí jeho zaměstnavatel.
Poskytovatel DIP musí být zapsán v seznamu poskytovatelů DIP vedeném Českou národní bankou, jinak mu hrozí pokuta.